# Podlesí (Kynšperk nad Ohří)
Podlesí, bis 1947 Ebersfeld, ist eine Ansiedlung der Stadt Kynšperk nad Ohří in Tschechien. Sie liegt zweieinhalb Kilometer südöstlich von Kynšperk nad Ohří und gehört zum Okres Sokolov.

## Geographie
Podlesí befindet sich am Rande des Egerbeckens über der Quellmulde eines kleinen Zuflusses zum Suchý potok (Dürrbach). Der Ort liegt am Rande des Landschaftsschutzgebietes Slavkovský les. Durch das Dorf führt die Staatsstraße II/606 zwischen Kamenný Dvůr und Březová. Westlich und nördlich verläuft die Autobahn D 6. 
Nachbarorte sind Kolová im Norden, Zlatá im Nordosten, Dvorečky im Osten, die Wüstungen Libava und Mühlpeint im Südosten, Štědrá im Süden, Tuřany und Návrší im Südwesten, Kamenný Dvůr im Westen sowie Dobroše und Kynšperk nad Ohří im Nordwesten.

## Geschichte
Ebersfeld gehörte seit seiner Gründung zur Herrschaft Königsberg. 
Im Jahre 1845 bestand das im Elbogener Kreis an der Halbchaussee von Eger nach Falkenau gelegene Dorf Ebersfeld aus 17 Häusern mit 124 deutschsprachigen Einwohnern. Im Ort gab es einen herrschaftlichen Meierhof. Haupterwerbsquellen bildeten der Feldbau und die Viehzucht. Pfarrort war Königsberg. Bis zur Mitte des 19. Jahrhunderts blieb Ebersfeld der Herrschaft Königsberg untertänig.
Nach der Aufhebung der Patrimonialherrschaften bildete Ebersfeld ab 1850 einen Ortsteil der Gemeinde Steinhof im Gerichtsbezirk Falkenau. Ab 1868 gehörte das Dorf zum Bezirk Falkenau. Um die Jahrhundertwende entstand die Kolonie Neu-Ebersfeld. Nach dem Ersten Weltkrieg zerfiel der Vielvölkerstaat Österreich-Ungarn, das Dorf wurde 1918 Teil der neu gebildeten Tschechoslowakischen Republik. 
Beim Zensus von 1921 lebten in den 26 Häusern von Ebersfeld 172 Personen, davon 171 Deutsche. Nach dem Münchner Abkommen wurde Ebersfeld 1938 dem Deutschen Reich zugeschlagen und gehörte bis 1945 zum Landkreis Falkenau an der Eger. Nach der Aussiedlung der deutschen Bewohner nach Ende des Zweiten Weltkrieges wurde das Dorf nur schwach wiederbesiedelt. 1947 wurde Ebersfeld in Podlesí umbenannt, zugleich erhielt die Gemeinde Steinhof den Namen Kamenný Dvůr. Zusammen mit Kamenný Dvůr wurde Podlesí 1961 nach Kynšperk nad Ohří eingemeindet. Zum 1. April 1980 erfolgte die Zusammenlegung der Ortsteile Kamenný Dvůr und Podlesí zu einem Ortsteil Kamenný Dvůr.

## Ortsgliederung
Podlesí gehört zum Ortsteil Kamenný Dvůr und ist Teil des Katastralbezirkes Kamenný Dvůr.

## Sehenswürdigkeiten
- Kapelle
- Flurkreuz in den Feldern östlich des Dorfes